# Marco Beltrami
Marco Edward Beltrami (ur. 7 października 1966 w Nowym Jorku) – amerykański kompozytor muzyki filmowej.
Najbardziej znany z tworzenia muzyki do filmów grozy takich jak: Mimic (1997), Oni (1998), Resident Evil (2002), Nie bój się ciemności (2011), Kobieta w czerni (2012). Wieloletni przyjaciel i współpracownik Wesa Cravena. Skomponował muzykę do siedmiu jego filmów w tym do wszystkich czterech części serii Krzyk (1996–2011).
Dwukrotnie pracował z Jamesem Mangoldem przy filmach ze stajni Marvela z serii o przygodach Wolverine'a (Wolverine z 2013 r. i Logan z 2017 r.).
Beltrami został nominowany do Nagród Akademii Filmowej za muzykę do filmów: 3:10 do Yumy  i The Hurt Locker. W pułapce wojny. Zdobył również Nagrodę Satelita za najlepszą oryginalną muzykę do filmu Surferka z charakterem (2011).